# نمایشنامه میکی
نمایشنامه میکی (به انگلیسی: Mickey's Revue) کارتونی است که در سال ۱۹۳۲ میلادی توسط والت دیزنی و به کارگردانی ویلفرد جکسون ساخته شد. در این کارتن تعدادی از شخصیتهای کارتونی دیزنی ماند میکی ماوس، مینی ماوس و گوفی به خوانندگی و رقص می‌پردازند.